# Green Grove
Green Grove – miasto w Stanach Zjednoczonych, w stanie Wisconsin, w hrabstwie Clark.